# 江藤新作

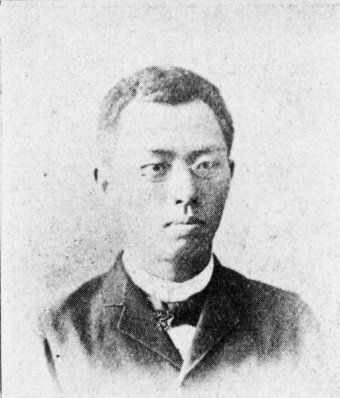
江藤新作

江藤 新作（えとう しんさく、1863年11月27日（文久3年10月17日） - 1910年（明治43年）1月6日）は、明治時代の政治家、衆議院議員。幼名松次郎。号は節山。初代司法卿、江藤新平の次男。次男は江藤夏雄（衆議院議員）。

## 経歴
江藤新平の次男として佐賀に生まれる。1874年（明治7年）に父・新平が佐賀の乱に敗れ刑死すると、新平の弟の源作に引き取られた。新作の名は父と叔父から1字ずつ取ったものである。1878年（明治11年）に佐賀県参事や水戸裁判所長などを歴任した元佐賀藩士の家永恭種が開いた戊寅義学に入学。また1883年（明治16年）に4歳年上の兄・熊太郎が23歳で亡くなると江藤家の家督を継いでいる。
自由民権運動に傾倒し、1885年（明治18年）2月に九州改進党の結成に参加。同年11月には大井憲太郎らとともに大阪事件で逮捕される。その後上京し東京法学校（現・法政大学）、東京英語学校等で学び、1894年（明治27年）9月、第4回衆議院議員総選挙に立憲革新党所属として佐賀一区から出馬し衆議院議員に初当選。次いで進歩党に加わり第5回衆議院議員総選挙で再選された。1898年（明治31年）8月、第6回衆議院議員総選挙でも当選し憲政本党に加わる。以後、1902年（明治35年）8月、選挙区割りの変更により第7回衆議院議員総選挙から佐賀県佐賀市区から出馬し、1904年（明治37年）3月の第9回衆議院議員総選挙まで初当選から連続6回の当選を果たした。
アジア主義団体である東亜会の結成に参加し機関紙「東亜細亜」の発行を担当、さらに後身の東亜同文会の結成にも参加し、犬養毅の側近として活動する。また、1906年（明治39年）には報知社（現・報知新聞社）主筆となった。そのほか、父・新平の遺稿を整理・編纂し『南白遺稿』として刊行している。
1910年（明治43年）1月6日、鎌倉長谷にて肺患により死去した。